# بیمارستان یادبود اشرف
بیمارستان یادبود اشرف  (به انگلیسی: Ashraff Memorial Hospital) بیمارستانی همگانی در سری‌لانکا است و دارای ۳۱۰ تخت است.